# NGC 3546
NGC 3546 is een elliptisch sterrenstelsel in het sterrenbeeld Beker. Het hemelobject werd in 1886 ontdekt door de Amerikaanse astronoom Frank Muller.

## Synoniemen
- MCG -2-29-7
- NPM1G -13.0315
- PGC 33846